# 德庆镇 (达孜区)
德庆镇（藏語：བདེ་ཆེན་），是中华人民共和国西藏自治区拉萨市达孜区下辖的一个乡镇级行政单位。

## 行政区划
德庆镇下辖以下地区：
德庆村、桑株林村、白纳村和新仓村。